# Thomas Neill
Thomas Neill (ur. 9 czerwca 2002) – australijski pływak specjalizujący się w stylu dowolnym, dwukrotny brązowy medalista igrzysk olimpijskich.

## Kariera
W 2019 roku na mistrzostwach świata juniorów w Budapeszcie zdobył srebrne medale w konkurencjach 400 i 1500 m stylem dowolnym, uzyskawszy odpowiednio czasy 3:46,27 i 14:59,19. Na dystansie 800 m stylem dowolnym był trzeci (7:48,65). Brązowy medal wywalczył też w sztafecie 4 × 200 m stylem dowolnym. W konkurencji 200 m stylem dowolnym zajął szóste miejsce z czasem 1:47,66.
Dwa lata później podczas igrzysk olimpijskich w Tokio w sztafecie 4 × 200 m stylem dowolnym wraz z Alexandrem Grahamem, Kyle’em Chalmersem i Zachiem Incertim zdobył brązowy medal. Na dystansie 200 m stylem dowolnym uplasował się na dziewiątej pozycji z czasem 1:45,74. W konkurencji 1500 m stylem dowolnym zajął 16. miejsce (15:04,65).